# Limón y Sal Tour
Limón y Sal Tour es la segunda gira mundial de la cantante Julieta Venegas, después de presentar su álbum Limón y Sal, lanzado el 30 de mayo de 2006 en México, España y América Latina, el 6 de junio en los Estados Unidos. La gira comprendió México, Sudamérica, algunos países de Centroamérica, Estados Unidos y varios países europeos.
El tour culminó el 13 de septiembre de 2007, el cual Julieta consideró muy satisfactorio:
“Hicimos casi toda Latinoamérica, España, Estados Unidos… Estuvimos casi un año completo con ella pero ahora ya quiero hacer otra cosa. Siento como que terminó un ciclo. Estoy muy agradecida y feliz, y ahora tengo ganas de descansar un poco y comenzar a escribir mi siguiente material"

## Lista de canciones
1. "Eres Para Mí"
2. "Canciones de Amor"
3. "Algo Está Cambiando"
4. "Lo Que Pidas"
5. "No Seré"
6. "Lento"
7. "Mala Memoria"
8. "Oleada"
9. "Limón y Sal"
10. "A Callarse"
11. "Dulce Compañía"
12. "Donde Quiero Estar"
13. "Sería Feliz"
14. "A Donde Sea"
15. "De Mis Pasos"
16. "Me Voy"

Encore:
1. "De Qué Me Sirve"
2. "Sin Documentos"
3. "Andar Conmigo"

## Fechas
| América Central          |                        |                      |                                                                   |
| 7 de septiembre de 2006  | El Salvador            | El Salvador          |                                                                   |
| 8 de septiembre de 2006  | Manila                 | Nicaragua            |                                                                   |
| 9 de septiembre de 2006  | Guatemala              | Guatemala            | Tikal Futura                                                      |
| Europa                   |                        |                      |                                                                   |
| 15 de septiembre de 2006 | Oviedo                 | España               | Plaza de la Catedral                                              |
| 16 de septiembre de 2006 | Bilbao                 | España               | Pabellón La Casilla                                               |
| 18 de septiembre de 2006 | Tarragona              | España               | Plaza de la Font                                                  |
| 20 de septiembre de 2006 | Barcelona              | España               | Espacio Movistar                                                  |
| 21 de septiembre de 2006 | Madrid                 | España               | La Riviera                                                        |
| 23 de septiembre de 2006 | Córdoba                | España               | Festival Música entre las Flores (Alcázar de los Reyes Católicos) |
| 24 de septiembre de 2006 | Almería                | España               | Auditorio Maestro Padilla                                         |
| América del Norte        |                        |                      |                                                                   |
| 6 de agosto de 2006      | Mexicali               | México               | Fiestas del Sol                                                   |
| 7 de agosto de 2006      | Tijuana                | México               | El Foro                                                           |
| 13 de agosto de 2006     | Salamanca              | México               | Estadio Olímpico de La Sección 24                                 |
| 14 de agosto de 2006     | Colima                 | México               | Polideportivo Universitario                                       |
| 15 de agosto de 2006     | Manzanillo             | México               | Auditorio Manuel Bonilla                                          |
| 22 de agosto de 2006     | Mérida                 | México               | Deportivo Inalámbrica                                             |
| 24 de agosto de 2006     | Ciudad Mante           | México               | Auditorio Municipal                                               |
| 26 de agosto de 2006     | Nuevo Laredo           | México               | Centro Cultural                                                   |
| 27 de agosto de 2006     | Ciudad Victoria        | México               | Explanada de La Ex Disco Pancha                                   |
| 29 de agosto de 2006     | Matamoros              | México               | Parque Olímpico                                                   |
| 4 de noviembre de 2006   | Guadalajara            | México               | Teatro Diana                                                      |
| 17 de noviembre de 2006  | Los Ángeles            | Estados Unidos       | Wiltern Theatre                                                   |
| 18 de noviembre de 2006  | Fresno                 | Estados Unidos       | Rainbow Ballroom                                                  |
| 19 de noviembre de 2006  | San Francisco          | Estados Unidos       | The Fillmore                                                      |
| 24 de noviembre de 2006  | Ciudad de México       | México               | Auditorio Nacional                                                |
| 2 de diciembre de 2006   | Monterrey              | México               | Arena Monterrey                                                   |
| América del Sur          |                        |                      |                                                                   |
| 9 de diciembre de 2006   | Buenos Aires           | Argentina            | Estadio River Plate                                               |
| América del Norte        |                        |                      |                                                                   |
| 6 de febrero de 2007     | San Diego              | Estados Unidos       | House of Blues                                                    |
| 7 de febrero de 2007     | San Diego              | Estados Unidos       | House of Blues                                                    |
| 8 de febrero de 2007     | San Diego              | Estados Unidos       | House of Blues                                                    |
| 9 de febrero de 2007     | Las Vegas              | Estados Unidos       | House of Blues                                                    |
| 10 de febrero de 2007    | Cabazon                | Estados Unidos       | Key Club (Casino Morongo)                                         |
| 11 de febrero de 2007    | Anaheim                | Estados Unidos       | The Grove                                                         |
| 17 de febrero de 2007    | Toluca                 | México               | Villa Charra                                                      |
| 18 de febrero de 2007    | veracruz               | México               | Zócalo                                                            |
| Europa                   |                        |                      |                                                                   |
| 2 de marzo de 2007       | Granada                | España               | Palacio de Congresos                                              |
| 3 de marzo de 2007       | Jaén                   | España               | Auditorio Alameda                                                 |
| 5 de marzo de 2007       | Castellón              | España               | Auditorio, Sala Sinfónica                                         |
| 7 de marzo de 2007       | Cáceres                | España               | Auditorio de Cáceres                                              |
| 8 de marzo de 2007       | Salamanca              | España               | Pabellón Multiusos                                                |
| 10 de marzo de 2007      | Tenerife               | España               | Auditorio de Tenerife                                             |
| 11 de marzo de 2007      | Vecindario             | España               | Teatro Víctor Jara                                                |
| 13 de marzo de 2007      | La Coruña              | España               | Coliseum                                                          |
| 16 de marzo de 2007      | Pamplona               | España               | Pabellón Anaitasuna                                               |
| 17 de marzo de 2007      | Jaén                   | España               | Auditorio Alameda                                                 |
| 20 de marzo de 2007      | Gerona                 | España               | Auditorio de Gerona                                               |
| 21 de marzo de 2007      | Zaragoza               | España               | Sala Oasis                                                        |
| 26 de marzo de 2007      | Zúrich                 | Suiza                | Mascotte am Bellevue                                              |
| América del Norte        |                        |                      |                                                                   |
| 12 de abril de 2007      | Nueva York             | Estados Unidos       | BB Kings                                                          |
| 13 de abril de 2007      | Chicago                | Estados Unidos       | Congress Theare                                                   |
| 14 de abril de 2007      | Miami                  | Estados Unidos       | Jackie Gleason Theatre                                            |
| 13 de abril de 2007      | Atlanta                | Estados Unidos       | Palladium Atlanta                                                 |
| 13 de abril de 2007      | Dallas                 | Estados Unidos       | Escape                                                            |
| 13 de abril de 2007      | Houston                | Estados Unidos       | Metropolis Disco                                                  |
| 13 de abril de 2007      | San Antonio            | Estados Unidos       | The Loft                                                          |
| 13 de abril de 2007      | Ventura                | Estados Unidos       | Ventura Theatre                                                   |
| 13 de abril de 2007      | Indio                  | Estados Unidos       | Coachella Fest (Empire Polo Field)                                |
| América Central          |                        |                      |                                                                   |
| 10 de mayo de 2007       | Panamá                 | Panamá               | Teatro Anayansi                                                   |
| América del Sur          |                        |                      |                                                                   |
| 18 de mayo de 2007       | Concepción             | Chile                | Suractivo                                                         |
| 19 de mayo de 2007       | Santiago               | Chile                | Teatro Caupolicán                                                 |
| 31 de mayo de 2007       | Buenos Aires           | Argentina            | Luna Park                                                         |
| 1 de junio de 2007       | Córdoba                | Argentina            | Estadio Vieja Usina                                               |
| 3 de junio de 2007       | Mendoza                | Argentina            | Auditorio A. Abustelo                                             |
| 7 de junio               | Rosario                | Argentina            | Teatro Broadwya                                                   |
| 8 de junio de 2007       | Buenos Aires           | Argentina            | Estadio Pepsi Music                                               |
| 12 de junio de 2007      | Montevideo             | Uruguay              | Cine Teatro Plaza                                                 |
| Europa                   |                        |                      |                                                                   |
| 21 de junio de 2007      | Santander              | España               | Palacio de los Deportes                                           |
| 22 de junio de 2007      | Las Palmas             | España               | Auditorio San Fernando                                            |
| 23 de junio de 2007      | Tenerife               | España               | Plaza Basílica de Candelaria                                      |
| 25 de junio de 2007      | Zaragoza               | España               | Sala Multiusos                                                    |
| 27 de junio de 2007      | Mallorca               | España               | Plaza de Toros                                                    |
| 29 de junio de 2007      | Burgos                 | España               | Aparcamiento CC Vía Plata                                         |
| 30 de junio de 2007      | Vigo                   | España               | Auditorio do Parque de Castrelos                                  |
| 1 de julio de 2007       | León                   | España               | Explanada de la Junta                                             |
| 3 de julio de 2007       | Madrid                 | España               | Conde Duque                                                       |
| 5 de julio de 2007       | Cádiz                  | España               | C. Fútbol                                                         |
| 6 de julio de 2007       | Ciudad Real            | España               | Auditorio La Granja                                               |
| 7 de julio de 2007       | Alicante               | España               | Plaza de Toros                                                    |
| 9 de julio de 2007       | Murcia                 | España               | Parque Almansa                                                    |
| 10 de julio de 2007      | Barcelona              | España               | Poble Español                                                     |
| 11 de julio de 2007      | Albacete               | España               | Plaza de Toros                                                    |
| 13 de julio de 2007      | Valencia               | España               | Campo Fútbol                                                      |
| 14 de julio de 2007      | Lleida                 | España               | Plaza de Toros                                                    |
| 15 de julio de 2007      | Huesca                 | España               | C.F. El Joncar                                                    |
| 17 de julio de 2007      | Bilbao                 | España               | Fiestas de Santurtzi                                              |
| 18 de julio de 2007      | Gijón                  | España               | Plaza de Toros                                                    |
| 19 de julio de 2007      | Santiago de Compostela | España               | Praza Da Quintana                                                 |
| América Central          |                        |                      |                                                                   |
| 25 de agosto de 2007     | Heredia                | Costa Rica           | Palacio de los Deportes Heredia                                   |
| América del Norte        |                        |                      |                                                                   |
| 10 de agosto de 2007     | Villa Hermosa          | México               | Centro de Convenciones                                            |
| 11 de agosto de 2009     | Cancún                 | México               | Plaza de Toros                                                    |
| América Central          |                        |                      |                                                                   |
| 18 de agosto de 2007     | Santo Domingo          | República Dominicana | Hotel Jaragua                                                     |
| América del Sur          |                        |                      |                                                                   |
| 31 de agosto de 2007     | Quito                  | Ecuador              | Malecón 2000                                                      |
| 2 de septiembre de 2007  | Cuenca                 | Ecuador              | Coliseo Mayo de Deportes                                          |
| 8 de septiembre de 2007  | Asunción               | Paraguay             | Polideportivo Club Olimpia                                        |
| América Central          |                        |                      |                                                                   |
| 13 de septiembre de 2007 | San Juan               | Puerto Rico          | Anfiteatro Tito Puente                                            |